# Crocidura nigeriae
Crocidura nigeriae es una especie de musaraña de la familia Soricidae.

## Distribución geográfica
Se encuentra en Benín, Burkina Faso, Camerún, Costa de Marfil, Nigeria, Togo y Ghana.